# FOSSASIA

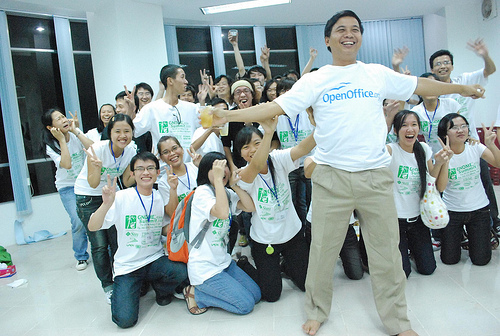
Społeczność FOSSASI w 2009 roku

FOSSASIA – organizacja non-profit wspierająca deweloperów, biznesmenów oraz użytkowników Wolnego i Otwartego Oprogramowania w Azji Południowo-Wschodniej. Jej celem jest szerzenie idei oraz rozwój Wolnego i Otwartego Oprogramowanie (ang. Free and Open Source Software (FOSS)) ze szczególnym wskazaniem na Azję. Konferencja i główny zjazd FOSSASI organizowany każdego roku, miesiąc po Nowym Roku, po raz pierwszy odbył się w 2009 roku. Jest największym spotkaniem osób zaangażowanych w ruch open-source w Azji.

## Historia
Konferencja FOSSASI po raz pierwszy miała miejsce w 2009 roku, w Wietnamie jako "GNOME.Asia" i zgromadziła 1400 uczestników (w tym 60% kobiet) i 138 wolontariuszy. Idea FOSSASI oparta jest na sukcesie z 2009 roku. 
W 2014roku organizacja wystartowała po raz pierwszy w konkursie Google Code-in, jako jedna z 12 organizacji mentorujących. Zadania przez nią tworzone i nadzorowane skupione są głównie w tematyce rozwoju istniejących już projektów open source. Każdej z edycji towarzyszyła strona przygotowana przez uczestników konkursu.  
FOSSASIA bierze też udział w programie Google Summer of Code od 2011 roku.  Od 2016 roku Fossasia organizuje konkurs Code Heat, zadania skupiają się na technologiach open source i na projektach realizowanych przez Fossasia. W konkursie mogą brać udział osoby w każdym wieku, a główną nagrodą jest wyjazd na OpenTechSummit.
W grudniu 2014 organizatorzy FOSSASI utworzyli stronę internetową - której głównym celem jest przechowywanie danych o organizacjach FOSS na terenie Azji, umożliwienie społecznością kooperacji ze sobą oraz ułatwienie odnajdywania grup (mapa społeczności). Na dzień 1 stycznia 2015 do projektu dodanych było ponad 80 organizacji. Kod źródłowy strony napisał Andreas Brau.

## Konferencje
Głównymi organizatorami konferencji są deweloperzy powiązani z wolnym oprogramowaniem, w tym, m.in.: Dang Hong Phuc, twórca systemu Lubuntu Mario Behling, współpracujący z organizacją Red Hat Harish Pillay, Roland Turner, Davide Storti, Colin Charles.

### 2010
Konferencja FOSSASIA 2010 miała miejsce w Ho Chi Minh, w dniach 12-14 listopada. Zgromadziła ponad 350 deweloperów aplikacji z całego świata. Jednym z najważniejszych mówców był Jon Phillips, współtwórca programu Inkscape. 

### 2011
FOSSASIA '11 odbyła się w Ho Chi Minh (na Uniwersytecie Van Lang), w dniach 11-12 listopada. Wzięło w niej udział 798 osób, wystąpienia przygotowało 24 mówców. Dyskutowano o ponad 20 projektach wolnoźródłowych, w tym m.in. o systemie Android, silinku CMS Drupal oraz Joomla!, systemach operacyjnych Debian, Lubuntu oraz Fedora.

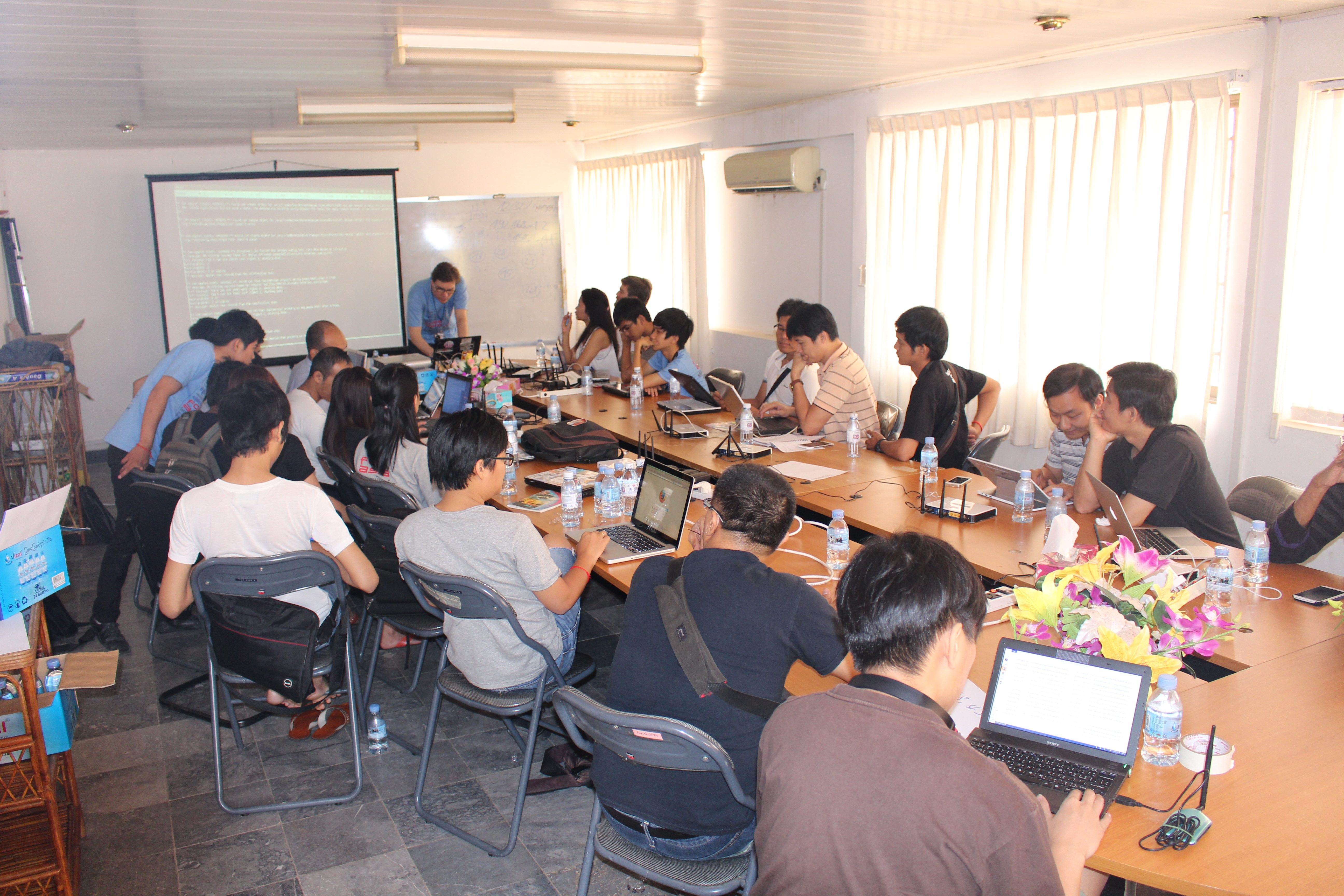
Wykład prowadzony w ramach FOSSASI '14

### 2012
FOSSASIA Open Design Weeks miały miejsce w różnym czasie i różnych miejscach na terenie Wietnamu. Ich celem było wspieranie rozwoju i popularyzacja tworzenia grafiki, przy użyciu rozwiązań open-source. Do prelegentów należał, m.in. Pierre Marchand, deweloper oprogramowania Scribus oraz grafik Alexandre Leray. 

### 2014
FOSSASIA '14 miała miejsce w Phnom Penh (Kambodża), na Norton University, w dniach 28 lutego - 2 marca. Wzięło w niej udział ponad 800 uczestników. Jednym z jej głównych sponsorów był koncern Google. Wystąpił podczas niej Polak, Dominik Stankowski, członek fundacji TYPO3.

## Projekty
- Susi.ai – inteligentny bot pełniący funkcję personalnego asystenta[10].
- Pslab.io[11]
- Labirynth[12]
- Phimp.me[13]
- Meilix[14]